# Bolesław Wit-Święcicki

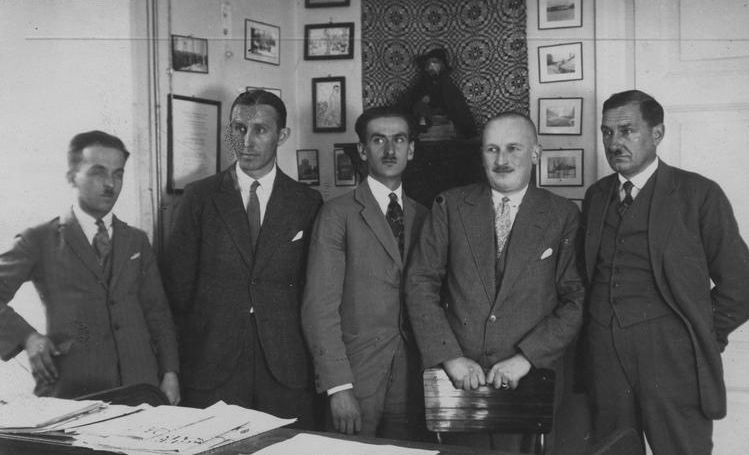
Redakcja wileńskiego dziennika "Słowo". Od prawej stoją: Bolesław Wit-Święcicki, Witold Tatrzański, Józef Mackiewicz, Kazimierz Luboński, Hartung

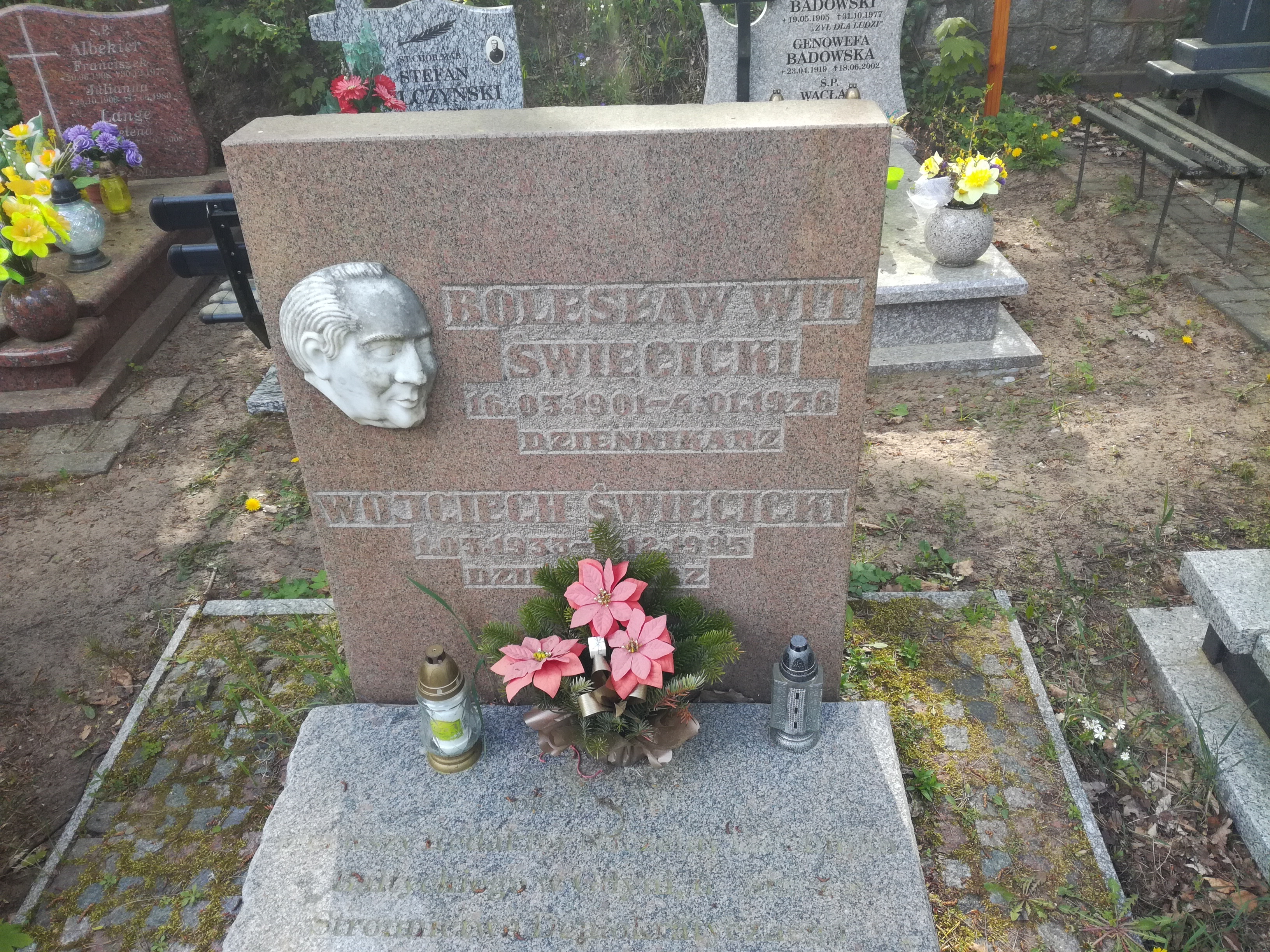
Grób Bolesława Wita-Święcickiego na cmentarzu Witomińskim

Bolesław Wit-Święcicki (ur. 16 marca 1901, zm. 4 stycznia 1976) – polski dziennikarz i działacz polityczny, redaktor naczelny "Kuriera Powszechnego" (1936–1939) i "Dziennika Bałtyckiego" (1945–1947), radny miejski Gdyni.

## Życiorys
Jako dziennikarz pracował od 1921 (m.in. w "Gońcu Wielkopolskim", "Głosie Robotniczym", "Expresie..." i "Kurierze Wileńskim"). W 1936 został redaktorem naczelnym wileńskiego "Kuriera Powszechnego". Był związany z Wileńskim Klubem Demokratycznym. W 1945 przeprowadził się na Pomorze Gdańskie, podejmując działalność w Stronnictwie Demokratycznym. Był radnym Miejskiej Rady Narodowej w Gdyni (1945–1955), sekretarzem i przewodniczącym Miejskiego Komitetu oraz członkiem Prezydium Wojewódzkiego Komitetu SD w Gdańsku.
Kontynuował pracę jako dziennikarz, pełnił obowiązki redaktora naczelnego "Dziennika Bałtyckiego". Od 1948 pozostawał zatrudniony w "Głosie Wybrzeża". Był redaktorem naczelnym "Wiatru od Morza". Zainicjował powstanie Klubu Marynistów w Gdyni.
Odznaczony m.in. Krzyżem Oficerskim i Komandorskim Orderu Odrodzenia Polski, Srebrnym Krzyżem Zasługi, a także Medalami X i XXX-Lecia Polski Ludowej.
Żonaty, miał córkę i syna. Został pochowany w alei zasłużonych cmentarza Witomińskiego w Gdyni (kwatera 77-23-12).